# Orlovskij (Oblast' di Rostov)
Orlovskij (in russo  Орловский?) è un villaggio della Russia europea meridionale nell'oblast' di Rostov; è il centro amministrativo del distretto Orlovskij.
Si trova 250 km a sud-est di Rostov sul Don.